# Veronika Kaňuchová
Veronika Kaňuchová (* 19. April 1993) ist eine slowakische Leichtathletin, die sich auf den Hammerwurf spezialisiert hat.

## Leben
Veronika Kaňuchová wuchs in der slowakischen Gemeinde Rokytov auf und studierte zwischen 2016 und 2019 an der Florida State University Sozialwissenschaften.

## Karriere
Ihre ersten internationalen Erfahrungen sammelte Veronika Kaňuchová bei den U23-Europameisterschaften 2015 in Tallinn und konnte bei der Qualifikation im Kadrioru staadion eine Weite von 62,19 Metern erzielen, mit welcher sie aber das Finale verpasste. Ein Jahr später schaffte sie die Qualifikation für die Europameisterschaften 2016 im Olympiastadion Amsterdam und warf dort in der Hammerwurf-Qualifikation 62,86 Meter weit, womit sie klar das Finale verpasste. Bei der Universiade 2017 in Taipeh nahm sie für die Slowakei teil und belegte im Hammerwurf mit einer Weite von 63,14 Metern den zehnten Platz. Im darauffolgenden Jahr verpasste sie aufgrund einer Verletzung sowohl die Hallen- als auch die Freiluftsaison. Im Jahr 2022 nahm Veronika Kaňuchová an den Europameisterschaften 2022 teil, welche in München als Teil der European Championships 2022 ausgetragen wurden. Im Olympiastadion München verpasste sie mit einer Weite von 65,33 in der Qualifikation klar das Finale. Im darauffolgenden Jahr wurde sie vom Slovenský olympijský a športový výbor für die Europaspiele 2023 in Krakau nominiert. In Bezug auf die Leichtathletik wurden die Europaspiele für die Austragung der zweiten Division der Team-Europameisterschaft 2023 genutzt. Mit einer Weite von 65,54 Metern belegte Veronika Kaňuchová in ihrer Disziplin den fünften Platz und sammelte damit 12 Punkten für das slowakische Team, welches den Wettbewerb mit insgesamt 302 Punkten auf dem achten Platz beendete.
Nachdem Veronika Kaňuchová bereits 2012 sowohl in der Halle als auch an der Freiluft slowakische Meisterin im Kugelstoßen werden konnte, sicherte sie sich 2022 in Abwesenheit der slowakischen Rekordhalterin Martina Hrašnová den slowakischen Meistertitel im Hammerwurf.